# Рубежное (Волчанский район)
Рубе́жное (укр. Рубіжне) — село,
Рубежненский сельский совет,
Волчанский район, Харьковская область, Украина.
Код КОАТУУ — 6321687201. Население по переписи 2001 года составляло 649 (293/356 м/ж) человек.
Являлось до 2020 года административным центром Рубежанского сельского совета, в который, кроме того, с 2000 года входили сёла Байрак, Варваровка, Верхний Салтов, Замуловка и Украинка (ликвидированный в 2000 Верхне-Салтовский сельсовет полностью вошёл в Рубежанский).

## Географическое положение
Село Рубежное находится на расстоянии 18 км от райцентра Волчанск на правом берегу Печенежского водохранилища (в месте впадения балки Рубежная в реку Северский Донец), рядом есть мост; ниже по течению Донца на расстоянии 1 км расположено село Верхний Салтов.
К селу примыкает большой дубовый лесной массив.
Из Волчанска в Рубежное ведёт Рубежанское шоссе.

## История
- У слободы,[7] известной с 1660 года[8], сохранились следы двух неолитических стоянок.
- Заняв водораздел Днепра и Дона, слобожанские казаки преградили крымским и ногайским татарам пути в Центральную Россию: слобода Рубежная, города Савинцы (1671), Белополье (1672), Волчанск (1674) и Коломак (1680) встали прямо на татарских тропах. С самого начала заселения Слобожанщины переселенцы вели борьбу с кочевыми татарами, которые часто совершали набеги на села и хутора, убивали и уводили в рабство людей, отбирали скот и имущество.
- В XVIII—XIX веках здесь было имение графов Гендриковых. В несохранившемся Предтеченском приделе Успенской церкви над могилой генерал-аншефа И. С. Гендрикова была надпись:

На сем месте положено тело Его Сиятельства Высокопревосходительного ген.-Аншефа графа Ивана Симоновича Гендрикова, который отыде сего временного века на вечное блаженство от создания мира 7286 году, а от Рожд. Христова 1778 мая 5, в субботу по полудни в 1 часу, на 60 рождения своего. Службу Великим Государям продолжал: сперва был в армии в Турецких походах, а на конце при Императорском Дворе камергером и кавалергардского корпуса шефом, за усердную службу от Государей своих Высочайше был жалован и был благочестив, ко всем благосклонен и оказывал всем свои благодеяния и в просьбах милостив, сию же церковь соорудил своими трудами и своим коштом в 1769 году.
- В 1833 году был построен ещё один храм: Петропавловский храм Рождества Христова. В отличие от каменного Успенского храма, этот был деревянным[9].
- В 1850 году немецкой компанией «Ротермунд и Вейссе» был построен сахарный завод для графа Степана Александровича Гендрикова. На заводе работало 300 человек.
- В 19 веке в слободе были два озера: озеро Зуево[10] и озеро Сидоренково.[11]
- В 1940 году, перед ВОВ, в Рубежном были 366 дворов, православная церковь и машинно-тракторная станция.[2]
- Рубежное во время ВОВ относилось к Старосалтовскому плацдарму. Во время Харьковской операции 1942 года здесь находился командный пункт армии и нп командующего ЮЗФ маршала Тимошенко.[12]
- С октября 1941 по июль 1942 через село либо несколько западнее, между ним и рекой Большая Бабка, проходила линия фронта, в результате чего село в итоге было полностью разрушено. Окончательно было освобождено в начале августа 1943 года.
- В 1966 году население Рубежного составляло 1168 человек.
- В 1976 году в селе были 544 двора и 1227 человек населения.
- В 1993 году в селе действовали свой сельсовет, аптека, амбулатория, библиотека, столовая, школа, магазины, отделение связи, колхоз "Украина", молочно-товарная ферма № 1.[13]
- В 2000 году к Рубежанскому сельсовету был присоединён Верхне-Салтовский сельсовет.
- В 2020 году был ликвидирован существовавший 101 год Рубежанский сельсовет, а также Волчанский район Харьковской области.

## Известные люди
В селе родились Герой Советского Союза Митрофан Лесовой и полный кавалер ордена Славы Александр Кирилин.

## Экономика
- «Трайгон Фарминг Харьков», агрофирма, ООО;
- Машинно-тракторные мастерские.

## Объекты социальной сферы
- Спортивная площадка.
- Школа
- Почтовое отделение